# Xã Whitemarsh, Quận Montgomery, Pennsylvania
Xã Whitemarsh (tiếng Anh: Whitemarsh Township) là một xã thuộc quận Montgomery, tiểu bang Pennsylvania, Hoa Kỳ. Năm 2010, dân số của xã này là 17.349 người.